# Горюново (Тюменская область)
Горюново — село в Заводоуковском районе Тюменской области. В рамках организации местного самоуправления находится в Заводоуковском городском округе.

## География
Село находится на юго-западе Тюменской области, в пределах юго-западной части Западно-Сибирской низменности, в лесостепной зоне. Абсолютная высота — 112 метров над уровнем моря.
Расположено на речке Кошаир правого притока реки Емуртла. Расстояние до города Заводоуковска 26 км, города Тюмени 126 км.

### Климат
Климат континентальный с холодной продолжительной зимой и тёплым относительно коротким летом. Средняя температура воздуха самого холодного месяца (января) — −18,7 °C (абсолютный минимум — −47,3 °C); самого тёплого месяца (июля) — 18 °C (абсолютный максимум — 38,4 °С). Безморозный период длится в среднем 111 дней. Среднегодовое количество атмосферных осадков составляет 181—469 мм, из которых 70 % выпадает в тёплый период. Продолжительность залегания снежного покрова составляет в среднем 164 дня.

### Часовой пояс
Село Горюново, как и вся Тюменская область, находится в часовой зоне МСК+2. Смещение применяемого времени относительно UTC составляет +5:00.

## История
В переписи 1762 года Горюново нет. Впервые упоминается в метрической книге Христорождественской церкви села Емуртлинского 10.02.1759 года: 
Венчан деревни Горюновой крестьянин Александр Игнатий Трубин вторым браком, Суерского острога деревни Голопуповой крестьянина Терентия Искоренкова его девицы Татьяны.
 По переписи 1710 года в деревне Шатровой Исетского острога жили: 
Двор, а в нем пашенной крестьянин Григорей Павлов Горунов сказал себе от роду 38 лет у него жена Марья 30 лет у них сын Яков году дочь Елисафет 6 лет у него мать Олисава 60 лет.
 Гору(ю)новы из деревни Шатровой основали деревню Горюнова, род их закончился во 2-й половине 18 века. После постройки церкви в 1893 года деревня стала называться селом .
- С 1758 года относилась к Емуртлинской слободе, с 1795 года входила в состав Емуртлинской волости [4].

- В 1912 году в селе были: церковь, библиотека и читальня, школа, хлебозапасной магазин, 2 торговые лавки, 2 ветряные мельницы, 3 кузницы, пожарная охрана[8].

- В 1926 году открылась четырёхлетняя начальная школа. В 1974 года Горюновская восьмилетняя школа преобразована в среднюю школу. В Горюново имеется Дом культуры, детский сад, почта, сберкасса, ФАП. [4].

## Население
| 1782 | 1816 | 1834 | 1858 | 1897 | 1926 | 1989. | 2002 | 2010 | 2021 |
| 133  | 229  | 261  | 279  | 558  | 740  | 650   | 564  | 479  | 421  |

| 2010 |
| ---- |
| 479  |

## Церковь
Деревня Горюнова до 1893 года относилась к Христорождественской церкви села Емуртлинского. По указу Тобольской Духовной Консистории от 23 марта 1862 года в Горюновой была построена часовня. Тщанием прихожан построена церковь и освящена 30.09.1893 г. 
Здание деревянное, одноэтажное на каменном фундаменте с таковой же в одной связи колокольнею. Престол в ней один во имя Вознесения Господня. Кладбище находится от церкви в северной стороне, о времени открытия его сведений в церковном архиве нет. Кладбище отстоит от жилых строений в 300 саженях, имеет под собой земли в длину 130 сажень и в ширину 45 сажень, огорожено забором. Ближайшие к ней церкви Христорождественская села Емуртлинского в 15 верст и Петропавловская церковь села Пятково в 17 верстах .
Церковно-приходская школа открыта в 1900 году, в 1905 году в ней обучалось 13 мальчиков и 2 девочки, учительница Мефодлева Надежда Иоанновна дочь священника. Законоучитель местный священник Ребрин Павел Андреевич.
К Вознесенской церкви относились прихожане села Горюновского и д. Кулаковой. Метрические книги хранятся в Тюменском архиве с 1898 по 1917 гг.. 
В 1929 году в бывшей церкви открыли сельский клуб.

## Горюновский сельский совет
В конце 1919 образован Горюновский сельский совет в Емуртлинской волости  Ялуторовского уезда. В начале 1924 года вошел в Емуртлинского района, 1.01.1932 передан в Упоровский район, 25.01.1935 в Новозаимский район. 18.06.1959 Горюновский сельсовет переименован в Совхозный, 28.04.1962 передан в Ялуторовский район, с 12.01.1965 года в Заводоуковском районе .
В 1926 году в Горюновский сельсовет входили: с. Горюново и д. Кулакова (упразднена); в 1956 году: с. Горюново,  д. Кулакова, 2-е отделение зерносовхоза «Новозаимский», 3-е отделение зерносовхоза «Новозаимский». В 1962 году в Совхозный сельсовет входили: с. Горюново, д.  Кулакова, посёлок Лесной, посёлок  Мичуринский, посёлок Пригородный, посёлок Садовый, посёлок Центральный; в 2007 году: с. Горюново, посёлок Лесной, посёлок  Мичуринский, посёлок Озерки, посёлок Центральный  .